# Isopterygium drummondii
Isopterygium drummondii là một loài Rêu trong họ Hypnaceae. Loài này được H.A. Crum, Steere & L.E. Anderson mô tả khoa học đầu tiên năm 1965.